# Mulrode
Mulrode (ook wel: Mulrodehof of Muldershof) was een kasteel in de Nederlandse buurtschap Thull, provincie  Limburg. 

## Geschiedenis
Vemoedelijk is het kasteel in de 13e eeuw of zelfs al in de 12e eeuw gesticht als een mottekasteel. Een mogelijke bewoner zou ridder Jan van Tulde kunnen zijn, die in 1289 schepen was te Schinnen.
De oudste vermelding van het kasteel zelf dateert uit 1381 en is afkomstig uit het leenregister van Valkenburg. Op dat moment werd Filips van Geldrop, zoon van Johan, met het goed Mulrode beleend. Aan Mulrode was tevens een laathof verbonden.
In 1537 was Werner Huyn van Amstenrade met Mulrode beleend. Marcelis van Pallandt, gehuwd met Regina Scheiffart van Merode, was eigenaar in 1606. Na zijn overlijden in 1642 kreeg jonker Reiner van Gelder het goed in handen.
De familie Van Eynatten kwam in 1720 in beeld, toen Johan Steven van Eynatten, heer van Nuth, Mulrode in bezit kreeg. In 1752 verkocht Frans Joseph van Eynatten echter een deel van de landerijen. De resterende gronden werden door de familie begin 19e eeuw verkocht.
Eind 19e eeuw was Mulrode in eigendom van de familie Michiels van Kessenich.

## Beschrijving
Het is onbekend hoe het kasteel Mulrode er uit heeft gezien. De locatie van het kasteelterrein is voornamelijk zichtbaar op kadastrale en topografische kaarten uit de 19e en 20e eeuw. Daarop is een motteheuvel te zien met een doorsnede van 20 meter, aan de voet omgeven door een rij bomen. Op de heuvel zal een woontoren hebben gestaan. De eventuele slotgracht zal zijn gevoed door de nabijgelegen Geleenbeek. Aan de oostzijde van de heuvel stond een U-vorige boerderij, de Mulrodehof. De Ferrariskaart uit 1777 toont mogelijk een voorhof aan de noordzijde van de motte.
De hoeve Mulrodehof is vermoedelijk rond 1884 afgebroken. De motte zelf was tot midden 20e eeuw nog zichtbaar.
Op het voormalige kasteelterrein staan onder andere gebouwen van de Alfa Brouwerij.
Aerwinkel · Kasteel Afferden · Aldt Huys · Aldenborgh · Kasteel Aldenghoor · Aldenhoven · Alte Burg · Kasteel Amstenrade · Slot Annendael · Kasteel Arcen · Baersdonck · Bakvliet · Baronsberg · Baxhof · Beegden ·  Benzenrade · Kasteel De Berckt · Kasteel Bethlehem · Beusdaelshof · Binsfeld · Huis Blankenberg · Kasteel Bleijenbeek · Blitterswijck · Boerlo · Bolberg · Bollenberg · Kasteel De Bongard · Borggraaf · Kasteel d'Erp · Kasteel Borggraaf · Kasteel Borgharen · Kasteel Born · Huis Bree · Breust · Kasteel Broekhuizen · Broekhuizen · Gracht Burggraaf · Kasteel De Burght · Kasteel Cartils · Cloppenburg (Oost-Maarland) · Kasteel Cortenbach · Huis De Dael · Dammerscheid · Kasteel De Bockenhof · De Donck (Sevenum) · De Donck (Swolgen) · De Dorth ·  Huis ten Dijcken · Kasteel Doenrade · De Doom · Douve · Douvenrade · De Dries · Kasteel Erenstein · Kasteel Eijsden · Eijsden · Einrade · Kasteel Elsloo · Ensenbroek · Eperhuis · Etzenraderhuuske · Exaten · Kasteel Eijckholt · Kasteel Eyckholt · Eys · Gastendonck · Kasteel Genbroek · Gebroken Slot · Kasteel Geijsteren · Kasteel Op Genhoes · Kasteel Genhoes · Genneperhuis · Kasteel Het Geudje · Kasteel Geulle · Kasteel Geusselt · Geijsteren · Gen Heck · Ghoor · Kasteel Goedenraad · Kasteel Grasbroek · Kasteel Groenendaal · Groethof · Groot Paarlo · Kasteel van Gronsveld · De Gun ·Kasteel Haeren · Kasteel Den Halder · Heerlaer · Heeze · Heijen · 's-Herenanstel · Kasteel Hillenraad · Kasteel Hoensbroek · Hoenshuis · Holstrate · Holtmühle · Huize Holtum · Kasteel Horn · De Horst · Huys ter Horst · Ten Hove (Grathem) · Ten Hove (Panningen) · Huis Brias · Huis Darth ·  Kasteel Hurpesch · Kasteel Sint-Jansgeleen · Kasteel Jerusalem · Kasteel Kaldenbroek · Den Kamp · Kasteel Karsveld · Kasteel Keverberg · Klein Paarlo · Klimmender Huuske · De Kolck · Koppelberg · Laar · Landsfort · Kasteel Lemiers · Kasteelruïne Lichtenberg · Kasteel Limbricht · Lonesteyn · Huize Lovendael · Mazenburg · Kasteel van Meerlo · Kasteel Meerssenhoven · Meezenbroek · Kasteel van Mheer · Middelaar · Kasteel Millen · Kasteel Montfort · Movert · Mulrode · De Munt · Château Neercanne · Kasteel Neubourg · Nienghoor · Huis Nierhoven · Kasteel Nieuwenbroeck · Nije Huys · Kasteel Nijenborgh · Kasteel Nijswiller · Nijthuysen · Kasteel Obbicht · Oedenrade · Kasteel Ooijen · Kasteel Oost (Valkenburg) · Kasteel Oost (Oost-Maarland) · Kasteel Ouborg · Overen · Kasteel Passarts-Nieuwenhagen · Prickenis · Prinsenhof · Puth · De Putting · Raath · De Raay · Ravenhof · Kasteel Reijmersbeek · Kasteel van Rijckholt · Kasteel Rivieren · Rodenbroek · Rosendaal · Kasteel Schaesberg · Kasteel Schaloen · Te Scharen · Schenkenburg · Kasteel Scheres · De Spijker (Geijsteren) · De Spijker (Leeuwen) · Huis Severen · Sibberhuuske · Château St. Gerlach · Spraland · Huis De Spyker · Huize Stalberg · Stalberg (Wellerlooi) · De Steeg · Kasteel Stein · Steinhagen · Steenen Huis · Stoel van Swentibold · Strijthagen (Landgraaf) · Strijthagen (Welten) · Struyver · Kasteel Terborgh · Terlinden (Wijnandsrade) · Terveurdt · Ter Weyer · Kasteel Ter Worm · De Tombe · Huis De Torentjes · Triest · Trippaert · Kasteel Vaalsbroek · Kasteel Vaeshartelt · Valkenburg · Vliek · De Vroenhof · Vrijburg · Kasteel Wambach · Warenberg · Well · Weyershof ·  Wijlre · Kasteel Wijnandsrade · Wijnandsrade · Wijnantshof · Wissegracht · Huize Witham · Kasteel Wittem · Wolfrath · Wylre